# انتخابات الرئاسة الكولومبية 2014
الانتخابات الرئاسية الكولومبية هي الانتخابات الرئاسية التي عقدت في 25 ماي و15 جوان 2014. وفاز فيها المرشح خوان مانويل سانتوس بنسبة %50.95 ضد منافسه أوسكار إيفان زولواجا.